# پیتر هگستروم
پیتر هگستروم (انگلیسی: Peter Häggström؛ زادهٔ ۲۷ ژانویهٔ ۱۹۷۶) ورزشکار دو و میدانی در رشتهٔ پرش طول، اهل سوئد است. او نمایندهٔ سوئد در بازی‌های المپیک تابستانی ۲۰۰۰ بود که رتبهٔ یازدهم در دور خود و بیست و چهارم در کل مسابقات مقدماتی کسب کرد. پس از بازنشستگی از مسابقات ورزشی او به استخدام تلویزیون سوئد درآمد.
او در سال ۲۰۰۹ همجنسگرا بودنش را آشکارسازی کرد.